# Ágape, Quionia e Irene
Ágape, Quionia e Irene de Tesalónica (en griego: Αγάπη, Χιονία και Ειρήνη) eran hermanas y santas cristianas de Aquileia, martirizadas en Tesalónica en 304 d. C. Ágape y Quionia fueron acusadas de negarse a comer ofrendas de sacrificio, mientras que Irene de Tesalónica fue asesinada por llevar libros cristianos en violación de la ley existente. Todas fueron condenadas a ser quemadas vivas.

## Leyenda
Huérfanas a una edad temprana, las hermanas Ágape, Quionia e Irene de Tesalónica llevaron vidas piadosas bajo la dirección del sacerdote Xeno. Rechazaron una serie de ofertas de matrimonio. En 303, el emperador Diocleciano emitió un decreto que tipificaba como delito la posesión de escrituras cristianas. Las hermanas escondieron sus copias.
Finalmente, fueron arrestadas por ofender al culto imperial al no comer alimentos que habían sido sacrificados a los dioses. Fueron llevadas ante el emperador Diocleciano, quien no pudo persuadirlas de que renunciaran a su fe, y cuando partía hacia Macedonia, las trajo consigo. Allí fueron llevadas a la corte de Dulcicio, gobernador de Tesalónica.
Las hermanas rechazaron los avances indecentes del gobernador. Molesto con Dulcititus por ineficaz, Diocleciano entregó a las tres jóvenes al Conde Sisinus para que las juzgara. Encarceló a Irene de Tesalónica, la más joven; y sin hacer ningún progreso para que las dos mayores se retractaran, ordenó que las quemaran.  Posteriormente, las difuntas parecían estar simplemente dormidas, ya que ni sus ropas ni sus cuerpos se habían quemado. Después de las muertes, registraron su casa, encontraron las escrituras y las quemaron públicamente.
Sisinus ordenó que llevaran a Irene de Tesalónica a un burdel, pero en el camino la escolta fue interceptada por dos soldados que les dijeron que la abandonaran en una montaña. Cuando regresaron, Sisinus se enojó porque no había dado tales órdenes. Persiguió a Irene de Tesalónica y la hirieron en la garganta con una flecha, momento en el que murió.
Otros cuatro individuos fueron juzgados con las hermanas: Agatho, Casia, Philippa y Eutychia. De estos, una mujer fue puesta en prisión preventiva porque estaba embarazada. Se desconoce el destino de los otros tres.

## Legado
La historia de su martirio es el tema de un drama latino medieval del siglo X de la canonesa secular, Hrotsvitha de Gandersheim.